# Mizoite de Abaixo

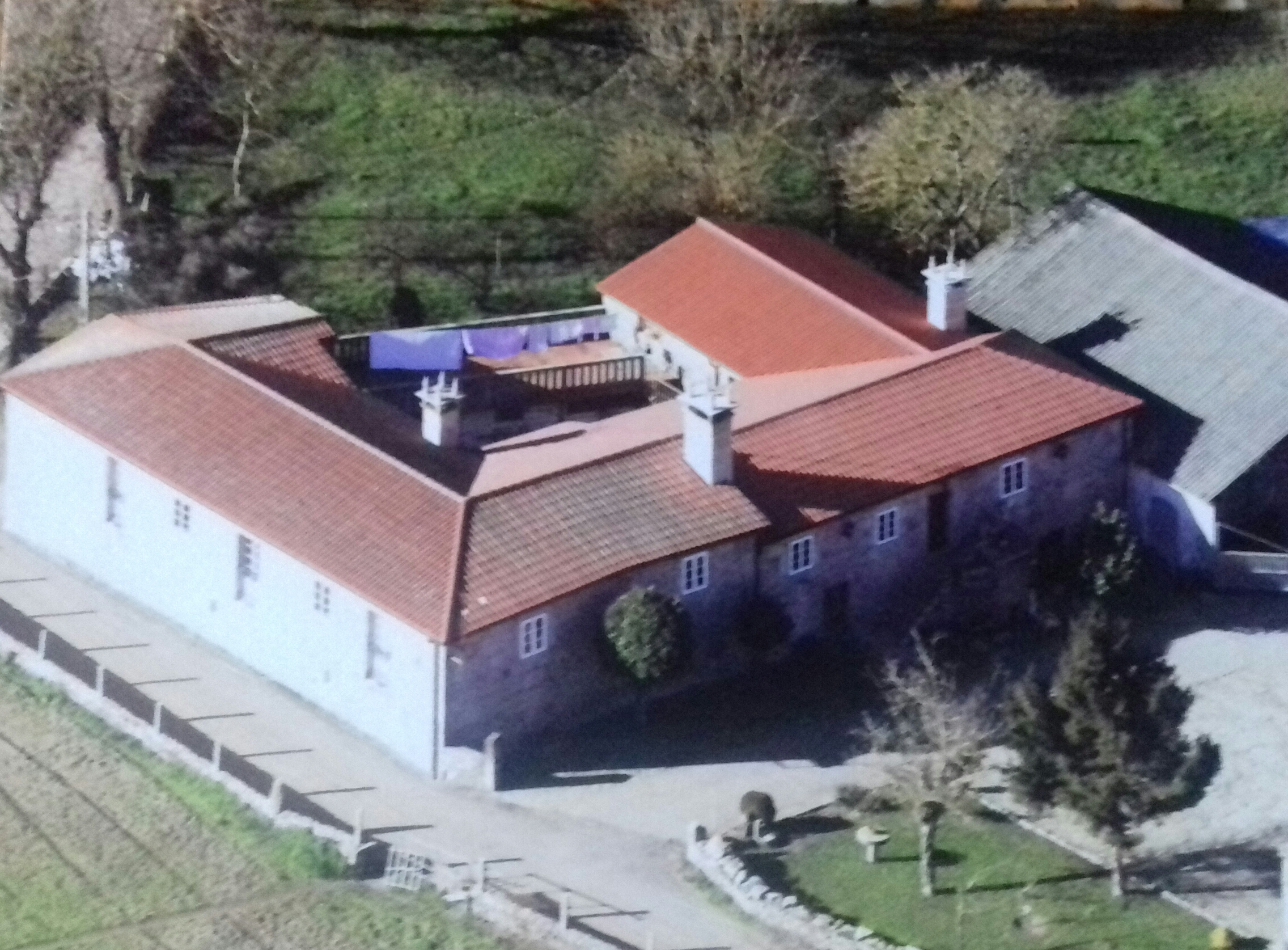
Casa en Mizoite de Abaixo

Mizoite de Abaixo es un pueblo de la parroquia de San Salvador de la O, situado en el ayuntamiento de Dozón, en la comarca del Deza. Según el INE en 2016 registró 22 habitantes, lo que supone una diminución de 19 habitantes con respecto al año 2008, año en el que contaba con 41 habitantes.

## Climatología
Está situado a una altitud de aproximadamente 700 metros con respecto al nivel del mar. Durante los meses de invierno alcanza una temperatura media de 12 °C, y en verano de 18 °C.

## Lugares de interés
Podemos encontrarnos un horno antiguo, varios molinos, hórreos y casas antiguas, además de una fuente natural, en la que el agua sale a 9 °C, temperatura que se mantiene casi constante tanto en invierno como en verano.

## Galería

Galería
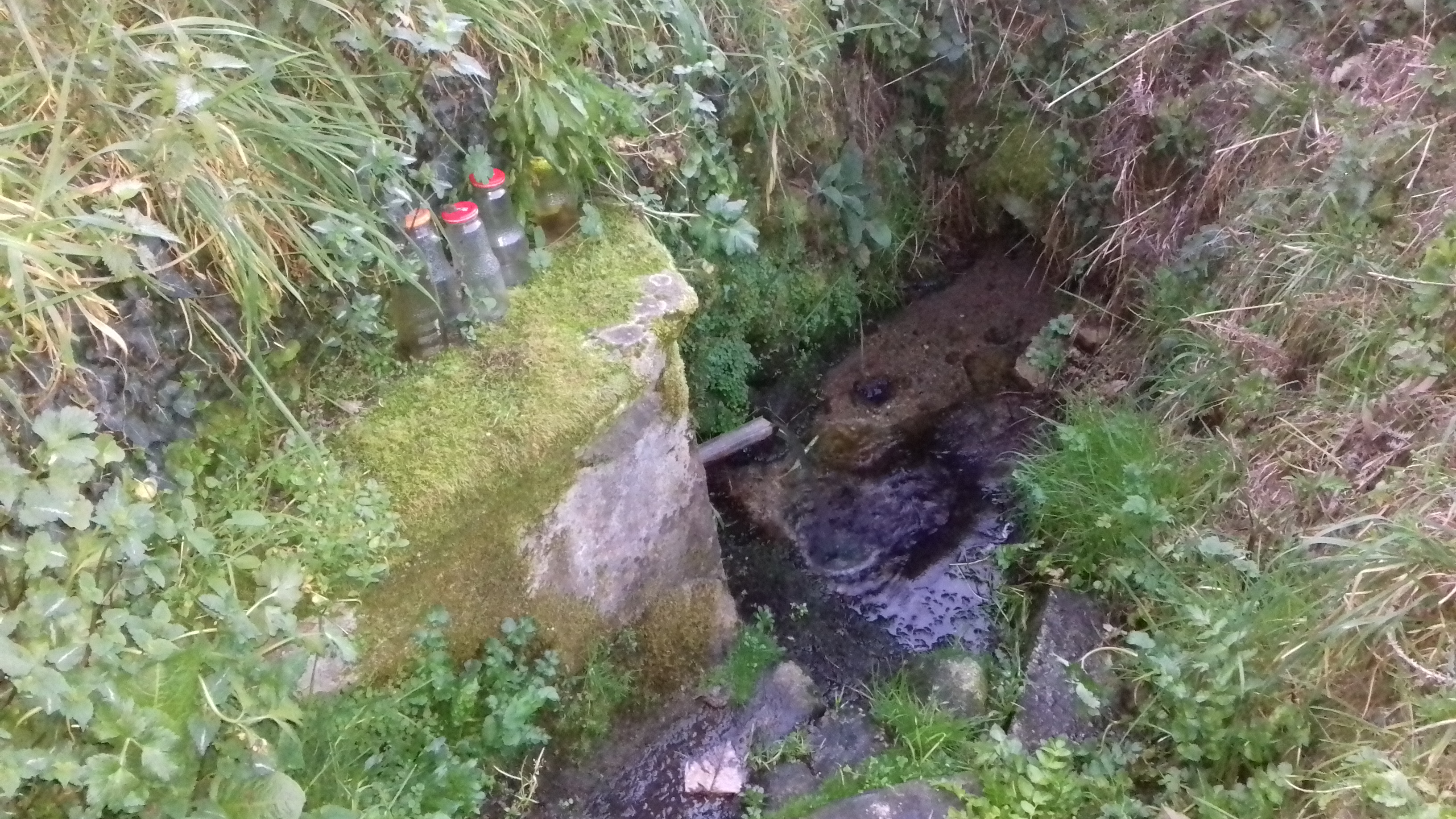
Fuente en Mizoite
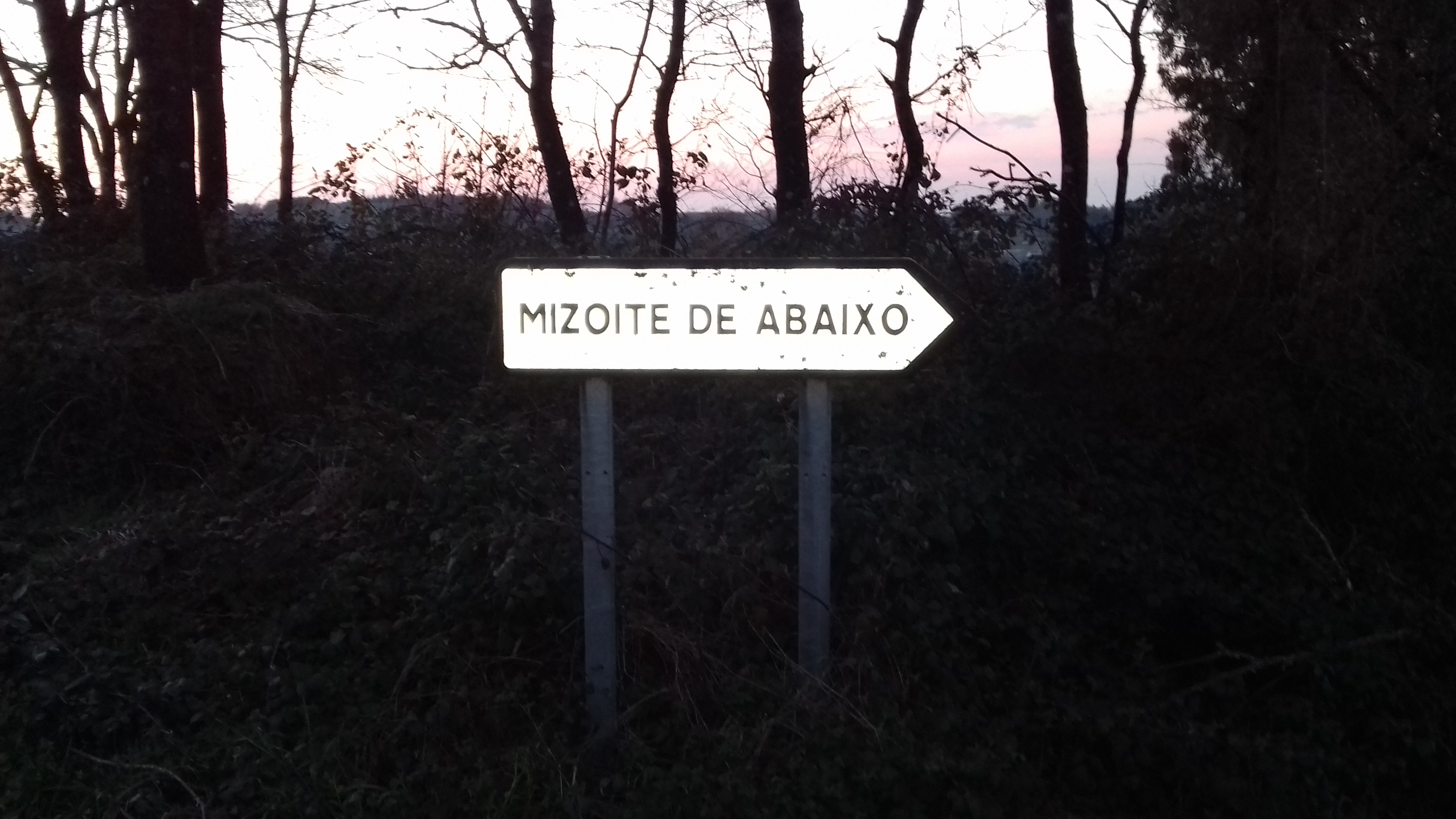
Cartel en Mizoite
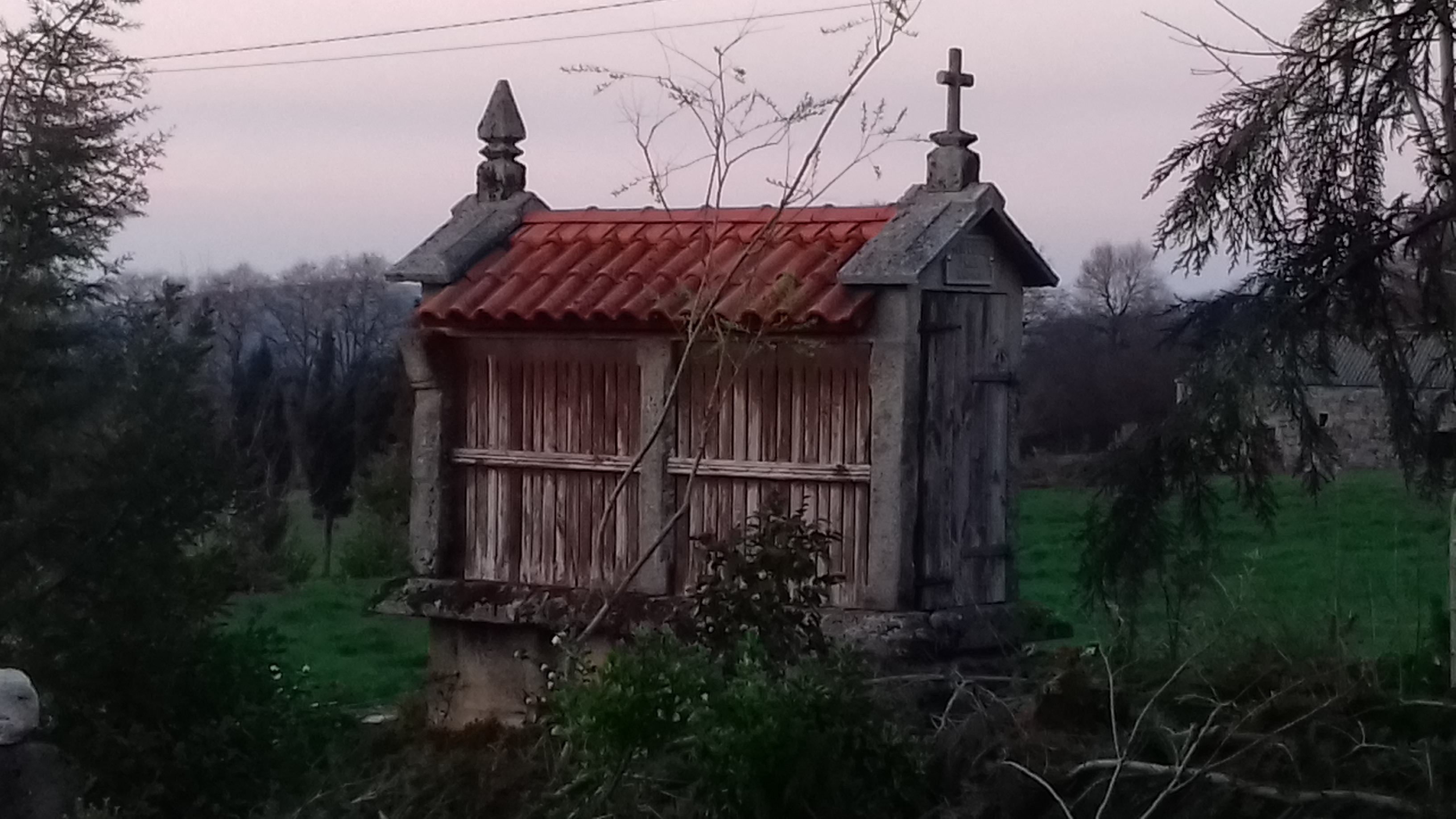
Horreo en Mizoite
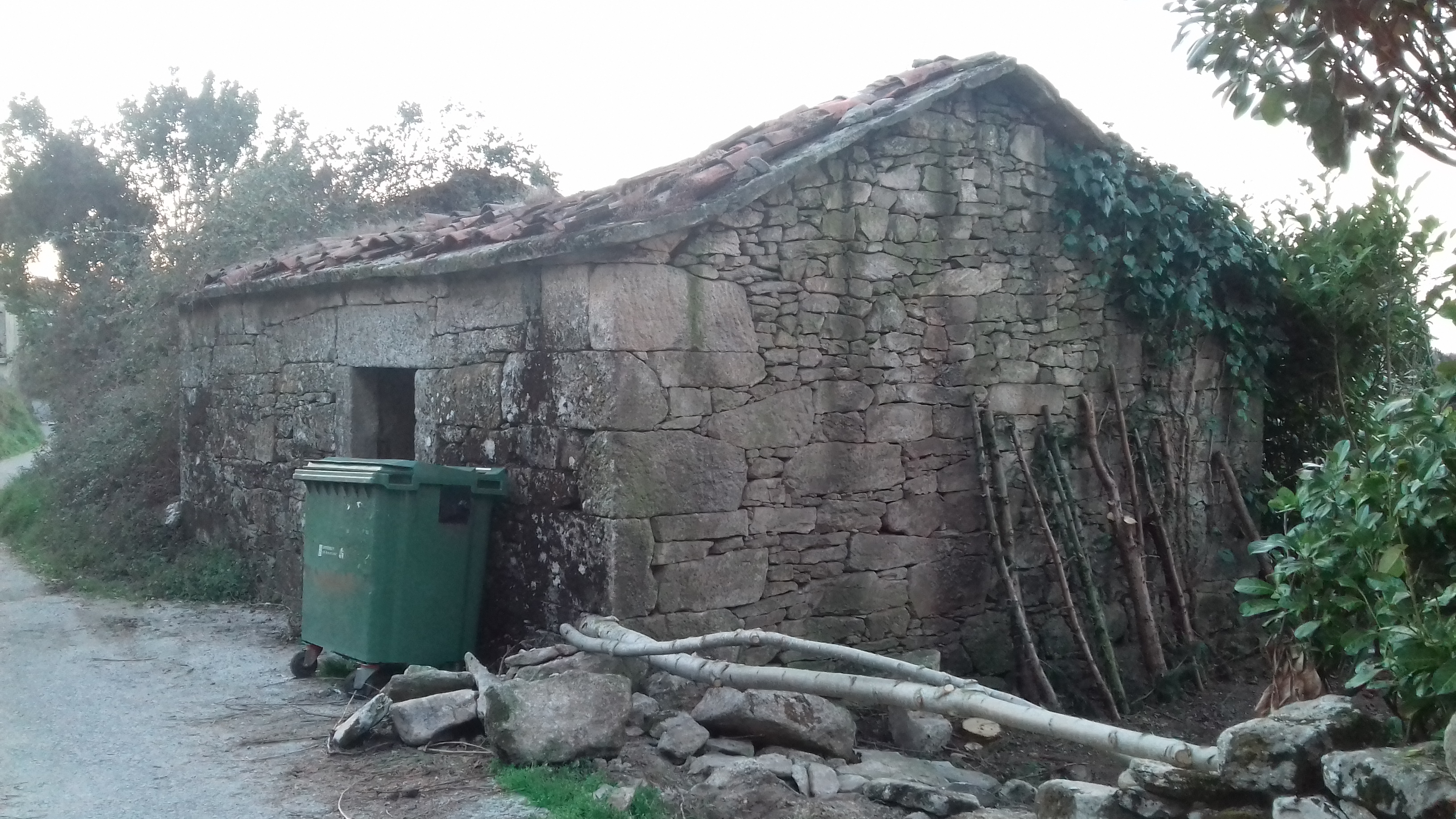
Horno en Mizoite